# Liste von Funkgeräten gemäß den Kennblättern fremden Geräts D 50/13

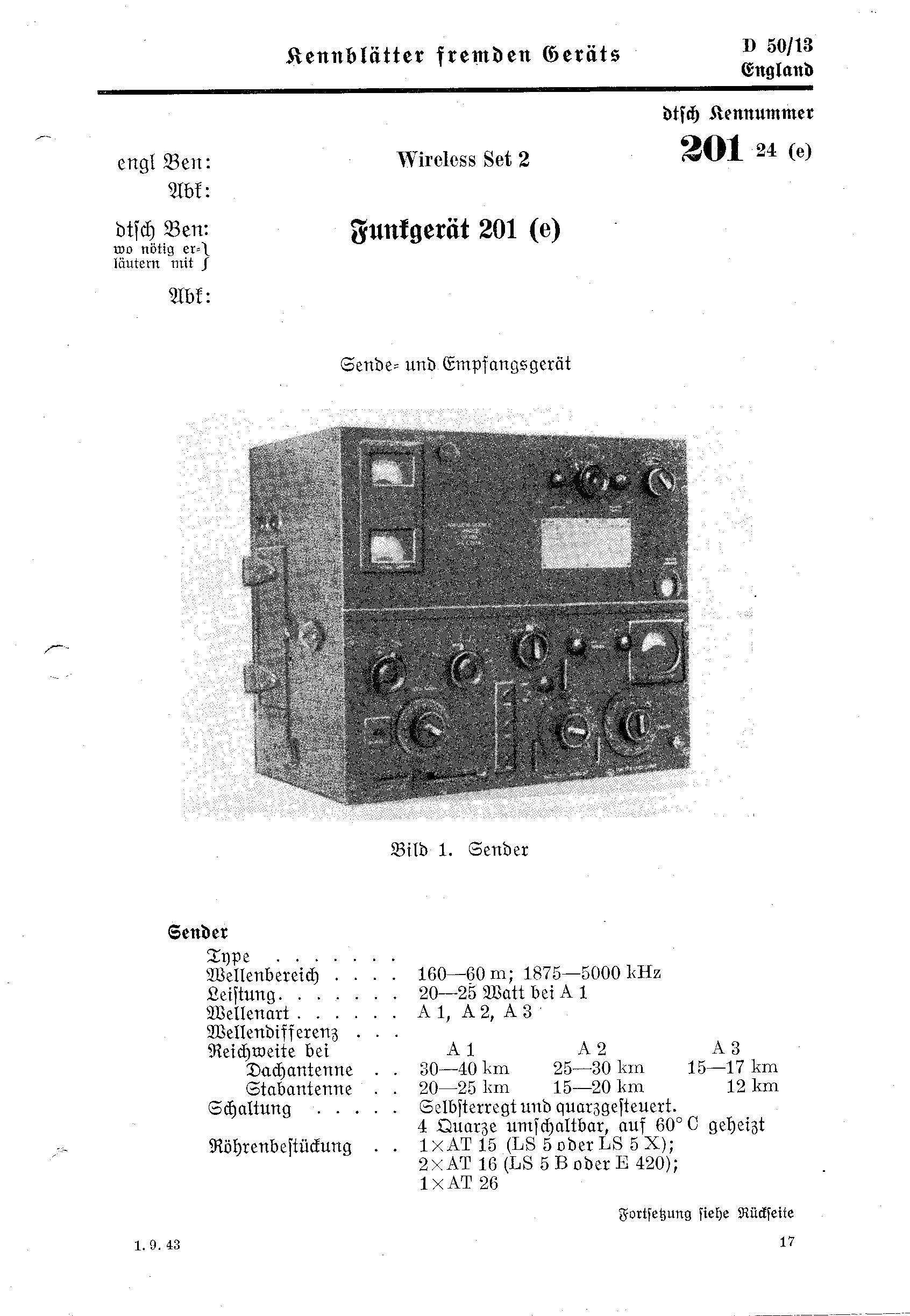
Kennblattbeispiel zu
D 50/13 Nr 201 24 (e)

In dieser Liste von Funkgeräten gemäß den Kennblättern fremden Geräts D 50/13 werden Funkgeräte (Sender und Empfänger) aufgeführt, die vom Heereswaffenamt verzeichnet wurden.
Nachfolgend ein Überblick/Auszug zur offiziellen Dokumentation Kennblätter fremden Geräts D 50/13: Nachrichtengerät.

## Hinweise zur Liste
Aufbau der Tabelle
Untenstehende Tabelle führt folgenden Spalteninhalte:
- dtsch. Kennnr. (deutsche Kenn-Nummer), dies entspricht dem Originalindex in den Kopfzeilen der Kennblätter mit Kennnummer, Stoffgebietenummer und Beutezeichen.
- Abk. dtsch. Ben. (Abkürzung deutsche Benennung), Originalbezeichnung entnommen aus der fünften Zeile der Kennblätter.
- Landesbez. nach HWA (Heereswaffenamt), Originalangaben entnommen aus der ersten Zeile der Kennblätter.
- Bild, eine Bildauswahl aus Wikipedia für dieses Objekt.
- Bemerkungen, Hier werden Links zu bereits existierenden Wikipedia-Artikeln eingetragen.

 Info: Die in der Tabelle angegebenen Originaleinträge sollen nicht geändert werden, weil diese den Angaben aus den Kennblättern entsprechen. Nach neuerem Forschungsstand sind teilweise Errata in den Kennblättern erkannt worden. Diese werden unten im Abschnitt Anmerkungen jeweils zur Kenn-Nummer erläutert. Die Wikilinks in den runden Klammern sollten das Lemma der entsprechenden Artikel in Wikipedia enthalten.
| dtsch. Kennr. | Abk. dtsch. Ben. | Landesbez.nach HWA (Wikipedia-Artikel) | Bild         | Bemerkungen |
| ------------- | ---------------- | -------------------------------------- | ------------ | --- |
| 200 24 (e)    | Fu. Ger. 200 (e) | Wireless Set 1                         |              | Sende- und Empfangsgerät Wellenbereich: 4280–6660 kHz Reichweite: 3,2–8 km Bodengebunden oder beweglich nutzbar |
| 200 24 (f)    | Fu. Ger. 200 (f) | Émetteur 19                            | Bilderwunsch | Reichweite: 300 m–1 km |
| 200 24 (r)    | Fu. Ger. 200 (r) | 1 A                                    | Bilderwunsch | Sende- und Empfangsgerät Wellenbereich Sender: 250–375 kHz Wellenbereich Empfänger: 12–1500 kHz Reichweite: 250–750 km Transport mit fünf Lastkraftwagen |
| 201 24 (e)    | Fu. Ger. 201 (e) | Wireless Set 2                         |              | Sende- und Empfangsgerät Wellenbereich: 1875–5000 kHz Reichweite: 12–40 km Bodengebunden oder beweglich nutzbar |
| 201 24 (f)    | S. 201 (f)       | Émetteur 23                            | Bilderwunsch | Sendegerät Reichweite: 300 km |
| 202 24 (e)    | Fu. Ger. 202 (e) | Wireless Set 3                         |              | Sende- und Empfangsgerät Wellenbereich: 1360–3330 kHz Reichweite: 40–1600 km beweglich nutzbar genutzt bei: Korps oder Divisionen |
| 202 24 (f)    | S. 202 (f)       | Émetteur 53                            |              | Sendegerät |
| 203 24 (f)    | S. 203 (f)       | Émetteur F 50                          | Bilderwunsch | Sendegerät Nutzung in Festungsanalagen |
| 204 24 (f)    | S. 204 (f)       | Émetteur F 250                         |              | Sendegerät Nutzung in Festungsanalagen |
| 203 24 (r)    | Fu. Ger. 203 (r) | 1 В Ф (1 W F)                          | Bilderwunsch | Sende- und Empfangsgerät Wellenbereich Sender: 250–750 kHz, 4166–8571 kHz oder 11110–16666 kHz, Wellenbereich Empfänger: 12–1200 kHz, 37,5–1500 kHz, 150–150 kHz, 333,3–25000 kHz oder 1000–30000 kHz Reichweite: 100–4000 km Transport auf drei Eisenbahnwagen                                    |
| 205 24 (e)    | Fu. Ger. 205 (e) | Wireless Set 5                         | Bilderwunsch | Sende- und Empfangsgerät kleine Sendeleistung Wellenbereich: 2,4–20 MHz |
| 206 24 (a)    | Fu. Ger. 206 (a) | SCR-67-A                               | Bilderwunsch | Sende- und Empfangsgerät Wellenbereich Sender: 667–1200 kHz Wellenbereich Empfänger: 429–1500 kHz Reichweite: 7–10 km wird in Flugzeugen oder auf dem Boden genutzt |
| 206 24 (e)    | Fu. Ger. 206 (e) | Wireless Set 5                         | Bilderwunsch | Sende- und Empfangsgerät große Sendeleistung, Wellenbereich: 3–20 MHz oder 200–600 kHz |
| 206 24 (r)    | Fu. Ger. 206 (r) | 2 A                                    | Bilderwunsch | Sende- und Empfangsgerät Wellenbereich Sender: 300–500 kHz Wellenbereich Empfänger: 300–750 kHz oder 37,5–1500 kHz Bedienung: 21 Personen Transport per Lastkraftwagen |
| 207 24 (a)    | Fu. Ger. 207 (a) | SCR-77-B (A)                           |              | Sende- und Empfangsgerät Wellenbereich: 4100–4400 kHz Reichweite: 5–7,5 km Nutzung bei: Infanterie und Artillerie |
| 208 24 (a)    | Fu. Ger. 208 (a) | SCR-79-A                               |              | Sende- und Empfangsgerät Wellenbereich: 273–600 kHz Reichweite: 30 km Nutzung bei: Infanterie-Divisionen Infanterie-Regimentern Feldartillerie-Brigaden |
| 208 24 (r)    | Fu. Ger. 208 (r) | 2 Д (2 D)                              | Bilderwunsch | Sende- und Empfangsgerät Wellenbereich Sender: 300–500 kHz Wellenbereich Empfänger: 300–750 kHz oder 37,5–1500 kHz Bedienung: 21 Personen, Transport per Zweiradkarren |
| 210 24 (e)    | Fu. Ger. 210 (e) | Wireless Set 9                         |              | Sende- und Empfangsgerät Wellenbereich: 1875–5000 kHz Reichweite: 8–15 km Nutzung in: Panzern oder Lastkraftwagen |
| 211 24 (a)    | Fu. Ger. 211 (a) | SCR-97                                 |              | Sende- und Empfangsgerät Wellenbereich Sender: 100–300 kHz, Wellenbereich Empfänger: 37,5–1500 kHz Reichweite: 150 km Nutzung bei: Infanterie-Divisionen |
| 211 24 (e)    | Fu. Ger. 211 (e) | Wireless Set 11                        |              | Sende- und Empfangsgerät Wellenbereich: 4200–7500 kHz Reichweite: 13–320 km Nutzung in: Panzerwagen oder bei der Infanterie |
| 212 24 (a)    | Fu. Ger. 212 (a) | SCR-99                                 | Bilderwunsch | Sende- und Empfangsgerät Wellenbereich: 158–334 kHz Reichweite: 90 km Nutzung bei: Infanterie, Feldartillerie, Brigade |
| 212 24 (e)    | Fu. Ger. 212 (e) | Wireless Set 12                        |              | Sende- und Empfangsgerät Wellenbereich: 1,2–18 MHz Reichweite: 60 km Nutzung zwischen: Korps und Divisionen |
| 214 24 (a)    | Fu. Ger. 214 (a) | SCR-109-A                              |              | Sende- und Empfangsgerät Wellenbereich Sender: 600–1000 kHz Wellenbereich Empfänger: 273–1000 kHz Reichweite: 30–100 km Nutzung bei: Infanterie, Artillerie, Kavallerie |
| 214 24 (e)    | Fu. Ger. 214 (e) | Wireless Set 14                        |              | Sende- und Empfangsgerät Wellenbereich: 290–410 kHz Reichweite: 360–730 m Nutzung in: Panzerwagen |
| 214 24 (r)    | Fu. Ger. 214 (r) | 3 A                                    |              | Sende- und Empfangsgerät Wellenbereich Sender: 400–750 kHz Wellenbereich Empfänger: 400–1025 kHz Reichweite: 100–200 m Nutzung bei: Korps |
| 215 24 (r)    | Fu. Ger. 215 (r) | 3 Д (3 D)                              |              | Sende- und Empfangsgerät Wellenbereich Sender: 400–750 kHz Wellenbereich Empfänger: 400–1025 kHz Reichweite: 100–200 km Bedienung: 12 Personen, Transport auf fünf Zweiradkarren |
| 217 24 (e)    | Fu. Ger. 217 (e) | Wireless Set 17                        |              | Sende- und Empfangsgerät Wellenbereich: 50–52 MHz Reichweite: 8 km Nutzung zwischen: Befehlsstellen der Scheinwerferabteilungen |
| 218 24 (r)    | Fu. Ger. 218 (r) | 2 P (2 R)                              |              | Sende- und Empfangsgerät Tornistergerät Wellenbereich 1475–6025 kHz Bedienung: 1–2 Personen |
| 219 24 (e)    | Fu. Ger. 219 (e) | Wireless Set 18 Mark I, II und III     |              | Sende- und Empfangsgerät Tornistergerät Wellenbereich 6000–9000 kHz Reichweite: 1,5–16 km Bedienung: 1 Personen |
| 219 24 (r)    | Fu. Ger. 219 (r) | 3 PД (3 RD)                            | Bilderwunsch | Sende- und Empfangsgerät Tornistergerät Wellenbereich: 1475–6025 kHz Bedienung: 1–2 Personen |
| 220 24 (e)    | Fu. Ger. 219 (e) | Wireless Set 19 Mark I und II          |              | Sende- und Empfangsgerät Wellenbereich 2000–8000 kHz Reichweite: 16–30 km Verwendung in: Panzerkampfwagen |
| 220 24 (r)    | Fu. Ger. 220 (r) | 3 PK (3 RK)                            |              | Sende- und Empfangsgerät Sattelgerät Wellenbereich: 1475–6025 kHz Bedienung: 1–2 Personen |
| 222 24 (a)    | Fu. Ger. 222 (a) | SCR-127/130                            | Bilderwunsch | Sende- und Empfangsgerät Wellenbereich: 273–545 kHz Reichweite: 90–150 km Bedienung: 3 Personen Nutzung bei: Kavalleriebrigaden oder -Regimentern |
| 222 24 (e)    | Fu. Ger. 222 (e) | Wireless Set 21                        |              | Sende- und Empfangsgerät Wellenbereich: 4,2–7,5 MHz und 19–31 MHz Bedienung: 1–2 Personen |
| 223 24 (a)    | Fu. Ger. 223 (a) | SCR-131                                |              | Sende- und Empfangsgerät Wellenbereich: 3958–4361 kHz Reichweite: 7,5–22,8 km Bedienung: 2 Personen Nutzung bei: Infanterie-Bataillonen Infanterie-Divisionen Feldartillerie-Bataillone |
| 223 24 (r)    | Fu. Ger. 223 (r) | 4 A                                    |              | Sende- und Empfangsgerät Gerät für Fahrzeuge Fabrikat Woronesch Wellenbereich: 500–1375 kHz Reichweite: 75–150 km Bedienung: 12 Personen Nutzung bei: Schützen-Divisionen |
| 224 24 (a)    | Fu. Ger. 224 (a) | SCR-132-A                              | Bilderwunsch | Sende- und Empfangsgerät Wellenbereich: 100–1000 kHz Reichweite: 90–900 km Bedienung: 1–2 Personen Nutzung bei: Armeen Korps Divisionen Kavallerie-Brigaden Flieger-Brigaden |
| 225 24 (r)    | Fu. Ger. 225 (r) | 4 Д (4 D)                              |              | Sende- und Empfangsgerät Gerät für Zweiradkarren Wellenbereich: 500–1648 kHz Reichweite: 75–150 km Bedienung: 12 Personen Nutzung bei: Divisionen Korps |
| 227 24 (a)    | Fu. Ger. 227 (a) | SCR-136                                | Bilderwunsch | Sende- und Empfangsgerät Tornistergerät Wellenbereich: 325–900 kHz Reichweite: 45–150 km Bedienung: 1 Personen Nutzung bei: Infanterie-Divisionen Kavallerie-Divisionen Flieger-Bodennetze |
| 228 24 (r)    | Fu. Ger. 228 (r) | 4 P (PБC) (4 R (RBS))                  |              | Sende- und Empfangsgerät Tornistergerät Wellenbereich: 33250–40500 kHz Reichweite: 3–7 km Bedienung: 1 Personen Nutzung bei: vorderste Linien |
| 229 24 (a)    | Fu. Ger. 229 (a) | SCR-140                                | Bilderwunsch | Sende- und Empfangsgerät Wellenbereich: 100–300 kHz Reichweite: 120–300 km Nutzung bei: Fliegerkorps |
| 231 24 (a)    | Fu. Ger. 231 (a) | SCR-143                                | Bilderwunsch | Sende- und Empfangsgerät Wellenbereich: 400–870 kHz Reichweite: 24–40 km Nutzung bei: Panzerkampfwagen |
| 232 24 (r)    | Fu. Ger. 232 (r) | 5 AК (PБC) (5 AK)                      |              | Sende- und Empfangsgerät Fabrikat Werk 203, Malaja Tatarskaja Uliza Wellenbereich: 3250–4750 kHz Reichweite: 15–30 km Nutzung bei: Regimentsstäben |
| 232 24 (s)    | E. 232 (s)       | Artillerie Empfänger                   | Bilderwunsch | Artillerie-Empfangsgerät |
| 233 24 (b)    | E. 233 (b)       | Récepteur portativ B X                 |              | Empfangsgerät Fabrikat Société Belge Radio-Electrique Bedienung: 5 Personen |
| 233 24 (r)    | Fu. Ger. 233 (r) | 5 AК 1 (5 AK 1)                        |              | Sende- und Empfangsgerät Fabrikat Werk 197, Minsk Wellenbereich: 3250–4750 kHz Reichweite: 15–50 km Bedienung: 3 Personen Nutzung bei: Regimentern |
| 234 24 (b)    | E. 234 (b)       | Récepteur portativ Mod 39              |              | Empfangsgerät Fabrikat Société Belge Radio-Electrique Bedienung: 4 Personen |
| 233 24 (r)    | Fu. Ger. 233 (r) | 5 AК 1 M (5 AK 1 M)                    |              | Sende- und Empfangsgerät Wellenbereich: 3250–4750 kHz Reichweite: 20–100 km Bedienung: 3–5 Personen Nutzung bei: Kraftfahrzeuge in Regimentern |
| 235 24 (f)    | E. 235 (f)       | Récepteur F                            |              | Empfangsgerät besteht aus vier Teilen: Empfängerteil, Netzanschlussteil Spulenkasten, Batteriekasten |
| 236 24 (f)    | E. 236 (f)       | Récepteur R 8                          | Bilderwunsch | Flugzeug-Bordempfänger |
| 237 24 (a)    | Fu. Ger. 237 (a) | SCR-159                                |              | Sende- und Empfangsgerät Wellenbereich: 273–1000 kHz Reichweite: 50–125 km Nutzung bei: Feldartillerie Infanterie Kavallerie |
| 237 24 (f)    | E. 237 (f)       | Récepteur Typ R 11 Mod 1931            |              | Empfangsgerät Bedienung: 3 Personen |
| 238 24 (a)    | Fu. Ger. 238 (a) | SCR-161                                |              | Sende- und Empfangsgerät Wellenbereich: 4350–5100 kHz Reichweite: 7,5–22,5 km Bedienung: 2 Personen Nutzung bei: Feldartillerie |
| 238 24 (f)    | E. 238 (f)       | Récepteur R 15                         |              | Empfangsgerät Baujahr 1936 |
| 239 24 (a)    | Fu. Ger. 239 (a) | SCR-162                                | Bilderwunsch | Sende- und Empfangsgerät Wellenbereich: 600–1300 kHz Reichweite: 7,5–15 km Nutzung bei: Küstenartillerie Barkassen kleinen Booten |
| 239 24 (f)    | E. 239 (f)       | Récepteur R 15 ter                     | Bilderwunsch | Empfangsgerät Baujahr 1936 |
| 239 24 (r)    | Fu. Ger. 239 (r) | 5 РКЧ 2 (5 RKU 2)                      |              | Sende- und Empfangsgerät Fabrikat Werk 197, Minsk Wellenbereich: 2500–10000 kHz |
| 240 24 (a)    | Fu. Ger. 240 (a) | SCR-163                                | Bilderwunsch | Sende- und Empfangsgerät Wellenbereich: 3820–4180 kHz Reichweite: 90 km Nutzung bei: Kavallerie-Divisionen Feldartillerie |
| 240 24 (f)    | E. 240 (f)       | Récepteur R 16                         |              | Empfangsgerät |
| 240 24 (r)    | Fu. Ger. 240 (r) | 5 РКЧ 5 (5 RKU 5)                      |              | Sende- und Empfangsgerät Fabrikat Ordschonikidse Wellenbereich: 3250–5250 kHz |
| 241 24 (f)    | E. 241 (f)       | Récepteur R 42 bis                     | Bilderwunsch | Flugzeug-Bordempfänger Fabrikat La Radio Industrie |
| 242 24 (f)    | E. 242 (f)       | Récepteur R 61                         |              | Empfänger und Umformer Fabrikat Ribet u. Desjardins |
| 243 24 (f)    | E. 243 (f)       | Récepteur R 62                         | Bilderwunsch | Empfangsgerät |
| 244 24 (a)    | E. 244 (a)       | SCR-171                                |              | Sende- und Empfangsgerät Wellenbereich: 2640–3110 kHz Reichweite: 22,5 km Nutzung bei: Infanterie-Divisionen Brigade-Stäbe Feldartillerie-Einheiten |
| 244 24 (e)    | Fu. Ger. 240 (e) | Wireless Set 38                        |              | Sende- und Empfangsgerät Wellenbereich: 7,4–9 MHz Nutzung bei: Infanterie Fallschirmtruppen Kamelreitern |
| 244 24 (f)    | E. 244 (f)       | Récepteur O C 6                        | Bilderwunsch | Flugzeug-Bordempfangsgerät |
| 245 24 (a)    | Fu. Ger. 245 (a) | SCR-175                                | Bilderwunsch | Streifenschreib-Empfangsgerät Wellenbereich: 15–1000 kHz |
| 246 24 (a)    | Fu. Ger. 246 (a) | SCR-176                                | Bilderwunsch | Streifenschreib-Empfangsgerät Wellenbereich: 1,2–25 MHz |
| 247 24 (a)    | Fu. Ger. 247 (a) | SCR-177                                | Bilderwunsch | Sende- und Empfangsgerät Wellenbereich: 400–800 kHz und 1500–4000 kHz Reichweite: 50–1600 km Nutzung bei: Infanterie-Divisionen |
| 249 24 (a)    | Fu. Ger. 249 (a) | SCR-178/179                            |              | Sende- und Empfangsgerät Wellenbereich: 2400–3750 kHz Reichweite: 15–160 km Nutzung bei: Artillerie Kavallerie |
| 249 24 (r)    | Fu. Ger. 249 (r) | 6 ПК (PKP) (6 PK (RKR))                |              | Sende- und Empfangsgerät Tornistergerät Fabrikat Ordschonikidse Wellenbereich: 3750–5500 kHz Reichweite: 4–16 km Nutzung bei: Artillerie Infanterie |
| 250 24 (r)    | Fu. Ger. 250 (r) | 6 ПКД (6 PKD)                          |              | Sende- und Empfangsgerät Tornistergerät Fabrikat Ordschonikidse Wellenbereich: 3750–5625 kHz Reichweite: 4–16 km Nutzung bei: Bataillonen Infanterie Artillerie Kavallerie |
| 253 24 (a)    | Fu. Ger. 253 (a) | SCR-183-T 4                            | Bilderwunsch | Sende- und Empfangsgerät Tornistergerät Wellenbereich: 45,45–60 MHz Reichweite: 10–48 km |
| 260 24 (a)    | Fu. Ger. 260 (a) | SCR-183-T 4                            | Bilderwunsch | Sende- und Empfangsgerät Wellenbereich: 1500–13000 kHz Reichweite: 50–1600 km Nutzung bei: Divisionen |
| 260 24 (r)    | Fu. Ger. 260 (r) | 9 P (9 R)                              |              | Sende- und Empfangsgerät Panzerfunkgerät Wellenbereich: 4000–5625 kHz Reichweite: 18–25 km Nutzung in: Panzerkampfwagen T-34 Panzerkampfwagen T-70 |
| 261 24 (a)    | Fu. Ger. 261 (a) | SCR-189                                | Bilderwunsch | Sende- und Empfangsgerät Wellenbereich: 2200–2600 kHz Reichweite: 4,8–20 km Nutzung in: Panzerkampfwagen |
| 261 24 (e)    | Fu. Ger. 261 (e) | Wireless Set 101                       |              | Sende- und Empfangsgerät Wellenbereich: 4280–6660 kHz Reichweite: 7–28 km Nutzung bei: ortsfesten Stationen beweglichen Stationen |
| 262 24 (a)    | Fu. Ger. 262 (a) | SCR-190                                | Bilderwunsch | Empfangsgerät Wellenbereich: 2051–2947 kHz Nutzung in: Panzerkampfwagen Panzerspähwagen |
| 262 24 (b)    | Fu. Ger. 262 (b) | Emetteur Récepteur portativ 37         |              | Sende- und Empfangsgerät Nutzung für die vordersten Linien |
| 262 24 (r)    | Fu. Ger. 262 (r) | 10 P (КРСТБ) 10 R (KRSTB)              |              | Sende- und Empfangsgerät Panzerfunkgerät Wellenbereich: 4000–6000 kHz Reichweite: 25–60 km Nutzung in: Panzerkampfwagen T-34 Panzerkampfwagen T-70 |
| 263 24 (a)    | Fu. Ger. 263 (a) | SCR-193                                | Bilderwunsch | Empfangsgerät Wellenbereich: 1500–4480 kHz Reichweite: 15–30 km und 50–100 km Nutzung in: Panzerkampfwagen |
| 263 24 (b)    | Fu. Ger. 263 (b) | Emetteur Récepteur portativ allégé     |              | Sende- und Empfangsgerät Reichweite: 150–300 m und 3–4 km |
| 264 24 (a)    | Fu. Ger. 264 (a) | SCR-194 (Walkie-Talkie)                |              | Empfangsgerät Tornistergerät Wellenbereich: 5–25 MHz Reichweite: 18–24 km Nutzung bei: Heer und Marine |
| 264 24 (b)    | Fu. Ger. 264 (b) | Emetteur Récepteur portativ 36         |              | Sende- und Empfangsgerät Reichweite: 8–40 km |
| 265 24 (b)    | Fu. Ger. 265 (b) | Emetteur Récepteur M 36                |              | Sende- und Empfangsgerät Reichweite: 20–1000 km |
| 265 24 (r)    | Fu. Ger. 265 (r) | 11 AK (11 AK)                          |              | Sende- und Empfangsgerät Wellenbereich: 2500–4500 kHz Reichweite: 350–700 km Nutzung bei: Divisions-Stäben Korps-Stäben |
| 266 24 (b)    | Fu. Ger. 266 (b) | P M 5                                  |              | Sende- und Empfangsgerät Reichweite: 20–30 km |
| 266 24 (r)    | Fu. Ger. 266 (r) | 11 AK 1 (11 AK 1)                      |              | Sende- und Empfangsgerät Wellenbereich: 2250–5750 kHz Reichweite: 25–750 km Nutzung bei: Divisions-Korps Armee |
| 267 24 (b)    | Fu. Ger. 267 (b) | T 3                                    |              | Sende- und Empfangsgerät Reichweite: mehrere 100 km Nutzung bei: Infanterie Artillerie |
| 268 24 (b)    | Fu. Ger. 268 (b) | Emetteur-Récepteur M                   |              | Sende- und Empfangsgerät Nutzung bei: Flieger-Boden-Stellen |
| 268 24 (e)    | Fu. Ger. 268 (e) | Wireless Set 108                       |              | Sende- und Empfangsgerät Tornistergerät Wellenbereich: 8500–8900 kHz Reichweite: 3 km Nutzung bei: Bataillonen |
| 268 24 (r)    | Fu. Ger. 268 (r) | 11 ДA (11 DA)                          | Bilderwunsch | Sende- und Empfangsgerät Wellenbereich: 1250–11250 kHz Reichweite: 800 km Nutzung bei: Armee-Stäben Flugplätzen |
| 269 24 (b)    | Fu. Ger. 269 (b) | P M 4                                  |              | Sende- und Empfangsgerät |
| 269 24 (e)    | Fu. Ger. 269 (e) | Wireless Set 109, Mark II              |              | Sende- und Empfangsgerät Wellenbereich: 2,5–5 MHz Reichweite: 30–50 km Nutzung bei: Panzern tragbaren Feldstationen |
| 270 24 (b)    | Fu. Ger. 270 (b) | Emetteur Récepteur G                   |              | Funkgerät auf Anhänger Reichweite: 200–500 km Nutzung bei: Panzern tragbaren Feldstationen |
| 270 24 (f)    | Fu. Ger. 270 (f) | Emetteur Récepteur 12                  |              | Sende- und Empfangsgerät Reichweite: 10–30 km< |
| 271 24 (b)    | Fu. Ger. 271 (b) | Emetteur Récepteur ACH                 | Bilderwunsch | Sende- und Empfangsgerät Bord-Funkgerät Nutzung bei: Flugzeugen |
| 271 24 (f)    | Fu. Ger. 271 (f) | Radiotélégraphique E R 13              |              | Sende- und Empfangsgerät Reichweits: 100–300 km |
| 272 24 (f)    | Fu. Ger. 272 (f) | Emetteur Récepteur 14                  | Bilderwunsch | Sende- und Empfangsgerät Reichweite: 60–200 km |
| 273 24 (f)    | Fu. Ger. 273 (f) | Emetteur Récepteur 17                  |              | Sende- und Empfangsgerät Wellenbereich: 20 kHz Reichweite: 4–15 km |
| 274 24 (f)    | Fu. Ger. 274 (f) | Emetteur Récepteur 22                  |              | Sende- und Empfangsgerät Reichweite: 6–15 km |
| 275 24 (f)    | Fu. Ger. 275 (f) | Radiotélégraphique E-26 Méhariste      |              | Sende- und Empfangsgerät für Kamelreiter-Trupp |
| 276 24 (f)    | Fu. Ger. 276 (f) | Emetteur Récepteur 26 bis Automobile   |              | Sende- und Empfangsgerät für Funkwagen Reichweite: 15–60 km |
| 277 24 (f)    | Fu. Ger. 277 (f) | Emetteur Récepteur 26 ter 1934         |              | Sende- und Empfangsgerät |
| 278 24 (f)    | Fu. Ger. 278 (f) | Emetteur Récepteur 26 ter 1935         |              | Sende- und Empfangsgerät für Funkwagen Renault ADH Reichweite: 30–80 km |
| 278 24 (r)    | Fu. Ger. 278 (r) | 12 РП (12 RP)                          |              | Sende- und Empfangsgerät Tornistergerät Wellenbereich: 2000–6000 kHz Reichweite: 6–30 km Nutzung bei: Kavallerie Infanterie Panzerkampfwagen |
| 279 24 (f)    | Fu. Ger. 279 (f) | Emetteur Récepteur 27 M 35             |              | Sende- und Empfangsgerät für Funkwagen Renault ADH Reichweite: 50 km |
| 280 24 (f)    | Fu. Ger. 280 (f) | Emetteur Récepteur 29                  |              | Sende- und Empfangsgerät Reichweite: 3–5 km Nutzung in: leichten Kampfwagen |
| 281 24 (f)    | Fu. Ger. 281 (f) | Emetteur Récepteur 30                  |              | Empfangsgerät Reichweite: 10 km |
| 282 24 (f)    | Fu. Ger. 282 (f) | Emetteur Récepteur 40                  |              | Sende- und Empfangsgerät Reichweite: 5 km |
| 282 24 (r)    | Fu. Ger. 282 (r) | 13 A                                   | Bilderwunsch | Sende- und Empfangsgerät Wellenbereich: 37,5–1428 kHz Reichweite: 300 km |
| 283 24 (a)    | Fu. Ger. 283 (a) | SCR 217/(18 M)                         | Bilderwunsch | Sende- und Empfangsgerät Fabrikat: Collins Radio Co. Wellenbereich: 2500–14000 kHz |
| 283 24 (f)    | Fu. Ger. 283 (f) | Emetteur Récepteur 41 M 39             |              | Sende- und Empfangsgerät |
| 283 24 (r)    | Fu. Ger. 283 (r) | 13 P (13 R)                            |              | Sende- und Empfangsgerät Wellenbereich: 1750–4250 kHz Reichweite: 6–25 km Nutzung bei: Kompanien |
| 284 24 (f)    | Fu. Ger. 284 (f) | Emetteur Récepteur 41 M 38             |              | kleines Sende- und Empfangsgerät |
| 285 24 (f)    | Fu. Ger. 285 (f) | Emetteur Récepteur 51 M 1939           |              | Sende- und Empfangsgerät Reichweite: 10 km |
| 286 24 (f)    | Fu. Ger. 286 (f) | Radiotélégraphique E R 51              |              | Sende- und Empfangsgerät Sonderausführung für Kampfwagen Reichweite: 10 km |
| 287 24 (f)    | Fu. Ger. 287 (f) | Radiotélégraphique E R 52              |              | Sende- und Empfangsgerät für Panzerkampfwagen D1 Reichweite: 2–3 km |
| 288 24 (f)    | Fu. Ger. 288 (f) | Radiotélégraphique E R 52 bis          | Bilderwunsch | Sende- und Empfangsgerät für Panzerkampfwagen D1 Reichweite: 2–3 km identisch mit Fu. Ger. 287 (f) bis auf Schaltung und Röhren |
| 288 24 (r)    | Fu. Ger. 288 (r) | 20 KB 1 (20 KW 1)                      |              | Sende- und Empfangsgerät Wellenbereich: 3250–4750 kHz Reichweite: 15–30 km Nutzung bei: motorisierter Artillerie |
| 289 24 (f)    | Fu. Ger. 289 (f) | Radiotélégraphique E R 54              | Bilderwunsch | Sende- und Empfangsgerät Reichweite: 3 km |
| 290 24 (f)    | Fu. Ger. 290 (f) | Radiotélégraphique E R 55              | Bilderwunsch | Sende- und Empfangsgerät Reichweite: 2 km |
| 290 24 (r)    | Fu. Ger. 290 (r) | 21 A (21 A)                            |              | Sende- und Empfangsgerät Wellenbereich: 375–877 kHz Reichweite: 200–400 km A = Automobil im Aufbau gleich dem Fu. Ger. 292 (r) Nutzung bei: motorisierter Artillerie |
| 291 24 (f)    | Fu. Ger. 291 (f) | Radiotélégraphique E R 80              |              | UKW-Sende- und Empfangsgerät Reichweite: 210 km |
| 292 24 (f)    | Fu. Ger. 292 (f) | Emetteur Récepteur O T C F             |              | UKW-Sende- und Empfangsgerät für Festungsanlagen |
| 292 24 (r)    | Fu. Ger. 292 (r) | 21 T (21 T)                            |              | Sende- und Empfangsgerät Wellenbereich: 375–877 kHz Reichweite: 200–400 km T = Vierradkarren im Aufbau gleich dem Fu. Ger. 290 (r) Nutzung bei: Kavallerie |
| 293 24 (f)    | Fu. Ger. 293 (f) | Poste Téléphonique SADIR Type 90       |              | Sende- und Empfangsgerät klein und unabhängig zur Verbindung zwischen fahrenden Fahrzeugen |
| 294 24 (f)    | Fu. Ger. 294 (f) | OTC 300                                |              | Sende- und Empfangsgerät Einbau in Funkkraftwagen |
| 294 24 (r)    | Fu. Ger. 294 (r) | 23 T (23 T)                            | Bilderwunsch | Sende- und Empfangsgerät Wellenbereich: 500–1650 kHz Reichweite: 200–400 km T = Vierradkarren Nutzung bei: Kavallerie |
| 295 24 (f)    | Fu. Ger. 295 (f) | Emetteur Récepteur Typ 17-22           |              | Sende- und Empfangsgerät |
| 296 24 (s)    | Fu. Ger. 296 (s) | Tragbare leichte Funkstation           |              | Sende- und Empfangsgerät Wellenbereich: 3000–5000 |
| 297 24 (s)    | Fu. Ger. 297 (s) | Tragbare schwere Funkstation           | Bilderwunsch | Sende- und Empfangsgerät |
| 298 24 (s)    | Fu. Ger. 298 (s) | fahrbare leichte Funkstation           |              | Sende- und Empfangsgerät |
| 299 24 (s)    | Fu. Ger. 299 (s) | fahrbare schwere Funkstation           |              | Sende- und Empfangsgerät |
| 300 24 (r)    | Fu. Ger. 300 (r) | 31 ДП 31 DP                            |              | Sende- und Empfangsgerät Wellenbereich: 750–1500 kHz Reichweite: 25–50 km Nutzung bei: Regimentern Bataillonen |
| 300 24 (s)    | Fu. Ger. 300 (s) | Schwere Motor Funkstation              |              | Sende- und Empfangsgerät für Funkwagen |
| 301 24 (a)    | Fu. Ger. 301 (a) | SCR-245                                |              | Sende- und Empfangsgerät Wellenbereich: 1500–18000 kHz Reichweite: 70 km Nutzung bei: Regimentern Kavallerie-Schwadrone Kavallerie-Divisionen |
| 301 24 (s)    | Fu. Ger. 301 (s) | Einmann Funkstation                    |              | Sende- und Empfangsgerät |
| 302 24 (r)    | Fu. Ger. 302 (r) | 34 ДП (34 DP)                          |              | Sende- und Empfangsgerät Tornistergerät Wellenbereich: 1000–2000 kHz Reichweite: 4–15 km |
| 306 24 (r)    | Fu. Ger. 306 (r) | 40 CTK (40 STK)                        |              | Sendegerät Wellenbereich: 2250–5750 kHz Reichweite: 25–80 km Nutzung bei: Divisonen Korps Armeen |
| 321 24 (e)    | Fu. Ger. 321 (e) | B 1 a                                  | Bilderwunsch | Sende- und Empfangsgerät Wellenbereich: 100–1500 kHz Reichweite: 250–800 km |
| 331 24 (e)    | Fu. Ger. 331 (e) | Wireless Set C, Mark II No. 1          |              | Sende- und Empfangsgerät Wellenbereich: 75–500 kHz Reichweite: 30–60 km |
| 332 24 (e)    | Fu. Ger. 332 (e) | Wireless Set C, Mark II No. 2          |              | Sende- und Empfangsgerät Wellenbereich: 75–500 kHz Reichweite: 7,5–18 km |
| 344 24 (r)    | Fu. Ger. 344 (r) | 71 TK (71 TK)                          |              | Sende- und Empfangsgerät Panzerkampfwagengerät Wellenbereich: 4000–5625 kHz Reichweite: 1–5 km Nutzung in: Panzerkampfwagen T 37-731 (r) Panzerkampfwagen T 26-737 (r) Panzerkampfwagen BT 742 (r) Panzerkampfwagen T-28-746 (r) Panzerkampfwagen T-28 „V“ 748 (r) Panzerkampfwagen T-35 A 751 (r) |
| 345 24 (r)    | Fu. Ger. 345 (r) | 71 TK 1 (71 TK 1)                      |              | Sende- und Empfangsgerät Panzerkampfwagengerät verbesserte Modulation als im Fu. Ger. 344 (r) Wellenbereich: 4000–5625 kHz Reichweite: 1–5 km Nutzung in: sämtlichen Panzerkampfwagen |
| 347 24 (r)    | Fu. Ger. 347 (r) | 71 TK 3 (71 TK 3)                      |              | Sende- und Empfangsgerät Panzerkampfwagengerät verbesserte Modulation als im Fu. Ger. 344 (r) veränderte Anodenspeisung als im Fu. Ger. 345 (r) Wellenbereich: 4000–5625 kHz Reichweite: 1–5 km Nutzung in: sämtlichen Panzerkampfwagen                                                            |
| 349 24 (r)    | Fu. Ger. 349 (r) | 72 TK (72 TK)                          |              | Sende- und Empfangsgerät Panzerkampfwagengerät Wellenbereich: 4000–5625 kHz Reichweite: 10–50 km Nutzung in: Panzerkampfwagen |
| 355 24 (r)    | Fu. Ger. 355 (r) | 1000 KB 1 (1000 KW 1)                  |              | Sendegerät Wellenbereich: 2500–4509 kHz Reichweite: 350–700 km Nutzung bei: Divisionen Korps |
| 380 24 (a)    | Fu. Ger. 380 (a) | SCR-508-A                              |              | Sende- und Empfangsgerät Panzerkampfwagengerät Wellenbereich: 20–28 MHz Reichweite: 8–30 km |
| 384 24 (r)    | Fu. Ger. 384 (r) | БУХТА (Buchta)                         |              | Sende- und Empfangsgerät Wellenbereich: 3000–5000 kHz Nutzung bei: festen und beweglichen Funkstellen |
| 385 24 (a)    | Fu. Ger. 385 (a) | SCR-510-B                              |              | Sende- und Empfangsgerät Wellenbereich: 20–27,9 MHz Reichweite: 8 km universell einsetzbar |
| 393 24 (r)    | Fu. Ger. 393 (r) | ДO3OP (Dosor)                          |              | Sende- und Empfangsgerät Wellenbereich: 12–1500 kHz Nutzung bei: Fernschreibern |
| 394 24 (a)    | Fu. Ger. 394 (a) | SCR-528-A                              |              | Sende- und Empfangsgerät Panzerkampfwagengerät Wellenbereich: 20–28 MHz Reichweite: 8–30 km Baugleich mit Fu. Ger. 380 (a) |
| 400 24 (e)    | Fu. Ger. 400 (e) | G 4 A                                  |              | Sende- und Empfangsgerät Panzerkampfwagengerät Wellenbereich: 1667–5000 kHz Reichweite: 15–35 km Nutzung in: Panzerkampfwagen gepanzerten Fahrzeugen |
| 403 24 (e)    | Fu. Ger. 403 (e) | G S R                                  |              | Sende- und Empfangsgerät Wellenbereich: 7500–8500 kHz Zusatzgerät für Fu. Ger. 211 (e) |
| 403 24 (r)    | Fu. Ger. 403 (r) | KPCTБ (10 P) KRSTB (10 R)              |              | Sende- und Empfangsgerät Panzerkampfwagengerät Wellenbereich: 4000–6000 kHz Reichweite: 25–45 km Nutzung in: Panzerkampfwagen T 34-747 (r) Panzerkampfwagen T 70 (r) |
| 409 24 (e)    | Fu. Ger. 409 (e) | Type H 1 a (Two men Simplex)           |              | Sende- und Empfangsgerät Tornistergerät Wellenbereich: 1000–6000 kHz Reichweite: 14–40 km Nutzung bei: Sondereinheiten |
| 410 24 (e)    | Fu. Ger. 410 (e) | Type H 2 (One men Simplex)             | Bilderwunsch | Sende- und Empfangsgerät Tornistergerät Wellenbereich: 1000–6000 kHz Reichweite: 2,5–7,5 km Nutzung bei: Infanterie |
| 412 24 (e)    | Fu. Ger. 412 (e) | Type H 3 (Three men Duplex)            | Bilderwunsch | Sende- und Empfangsgerät Tornistergerät Wellenbereich: 1000–6000 kHz Reichweite: 11–34 km Nutzung bei: Infanterie Artillerie Beobachter |
| 422 24 (r)    | Fu. Ger. 422 (r) | ПАРТИЗАН 1 (Partisan 1)                |              | Sende- und Empfangsgerät Wellenbereich: 4–14 MHz Reichweite: 50–500 km Nutzung bei: kleinen Einheiten Agenten Partisanen |
| 424 24 (r)    | Fu. Ger. 424 (r) | ПР 4 (PD 4)                            |              | Empfangsgerät Wellenbereich: 15–1667 kHz |
| 429 24 (r)    | Fu. Ger. 429 (r) | ПРИMA (Prima)                          |              | Sende- und Empfangsgerät Wellenbereich: 3325–5000 kHz Reichweite: 40–300 km Nutzung bei: Fallschirmjägern |
| 430 24 (a)    | Fu. Ger. 430 (a) | SCR-609-A                              |              | Sende- und Empfangsgerät Wellenbereich: 27–38,9 MHz Reichweite: 8 km universell nutzbar |
| 431 24 (a)    | Fu. Ger. 431 (a) | SCR-610-A                              |              | Sende- und Empfangsgerät Wellenbereich: 27–38,9 MHz Reichweite: 8 km universell nutzbar ähnlich Fu. Ger. 431 (a) |
| 436 24 (r)    | Fu. Ger. 436 (r) | PAД (RAD)                              | Bilderwunsch | Sende- und Empfangsgerät Wellenbereich: 2500–12000 kHz Reichweite: 600–2000 km Nutzung auf: Flugplätzen in Armeen |
| 438 24 (a)    | Fu. Ger. 438 (a) | SCR-610-A                              |              | Sende- und Empfangsgerät Wellenbereich: 2500–6000 kHz |
| 445 24 (r)    | Fu. Ger. 445 (r) | PAT 1 (RAT 1)                          |              | Sende- und Empfangsgerät Nutzung bei Korps Division |
| 450 24 (e)    | Fu. Ger. 450 (e) | Type R 4                               |              | Sendegerät Wellenbereich: 250–7500 kHz Nutzung bei: festen oder fahrbaren Stationen |
| 450 24 (r)    | Fu. Ger. 450 (r) | PБ (3-P) (RB (3-R))                    |              | Sende- und Empfangsgerät Tornistergerät Wellenbereich: 1500–6000 kHz Reichweite: 12–45 km Nutzung bei: Divisionen Regimentern Bataillonen |
| 451 24 (a)    | Fu. Ger. 451 (a) | SR-35                                  | Bilderwunsch | Sende- und Empfangsgerät Tornistergerät Wellenbereich: 40–60 MHz Reichweite: 25 km Nutzung bei: Infanterie (Schützengräben) |
| 451 24 (e)    | Fu. Ger. 451 (e) | Type 5 R                               |              | Empfangsgerät Wellenbereich: 1,2–22,2 MHz Nutzung bei: festen oder beweglichen Funkstellen Luftwaffe Marine |
| 452 24 (e)    | Fu. Ger. 452 (e) | Type 5 R-A                             |              | Sendegerät Wellenbereich: 2,5–20 MHz Nutzung bei: festen oder beweglichen Funkstellen Marine |
| 453 24 (e)    | Fu. Ger. 453 (e) | Type R 6                               |              | Empfangsgerät Wellenbereich: 60–1200 kHz Nutzung bei: festen oder beweglichen Funkstellen Luftwaffe Marine |
| 454 24 (e)    | Fu. Ger. 454 (e) | Type R 6-A                             |              | Empfangsgerät Wellenbereich: 375–550 kHz Nutzung bei: festen oder beweglichen Funkstellen Luftwaffe Marine |
| 454 24 (r)    | Fu. Ger. 454 (r) | PБK (RBK)                              |              | Sende- und Empfangsgerät Sattelgerät Wellenbereich: 1500–6000 kHz Reichweite: 25–35 km Nutzung bei: Kavallerie |
| 455 24 (r)    | Fu. Ger. 455 (r) | PБM (RBM)                              |              | Sende- und Empfangsgerät Sattelgerät Wellenbereich: 1750–6000 kHz Reichweite: 3–5 km |
| 456 24 (e)    | Fu. Ger. 456 (e) | Type R 10                              |              | Sendegerät Wellenbereich: 100–600 kHz Nutzung bei: festen oder beweglichen Funkstellen Luftwaffe Marine |
| 457 24 (e)    | Fu. Ger. 457 (e) | Type R 11                              |              | Sendegerät Wellenbereich: 100–600 kHz Nutzung bei: festen oder beweglichen Funkstellen Luftwaffe Marine |
| 457 24 (r)    | Fu. Ger. 457 (r) | PБC (4 P) (RBS (4 R))                  |              | Sende- und Empfangsgerät Tornistergerät Wellenbereich: 33250–40500 kHz Reichweite: 3–7 km Nutzung bei: vorderste Linien |
| 459 24 (e)    | Fu. Ger. 459 (e) | Type R 13                              |              | Sendegerät Wellenbereich: 2,5–20 MHz Nutzung bei: festen Funkstellen Luftwaffe Marine |
| 467 24 (e)    | Fu. Ger. 467 (e) | R 101                                  | Bilderwunsch | Empfangsgerät Wellenbereich: 1540–22000 kHz |
| 468 24 (e)    | Fu. Ger. 468 (e) | R 102                                  | Bilderwunsch | Empfangsgerät Wellenbereich: 200–600 kHz |
| 472 24 (e)    | Fu. Ger. 472 (e) | R 106                                  | Bilderwunsch | Empfangsgerät Wellenbereich: 1,7–28 MHz |
| 473 24 (r)    | Fu. Ger. 473 (r) | PKP (6 ПK) (RKR (6 PK))                |              | Sende- und Empfangsgerät Sattelgerät Wellenbereich: 3750–5250 kHz Reichweite: 4–16 km Nutzung bei: Kavallerie-Bataillonen |
| 476 24 (r)    | Fu. Ger. 476 (r) | PЛ 6 (RL 6)                            |              | Sende- und Empfangsgerät Wellenbereich: 1800–10500 kHz Reichweite: 5–15 km Nutzung bei: Schützen-Regimentern Artillerie-Regimentern |
| 480 24 (a)    | Fu. Ger. 480 (a) | BC-223-A                               |              | Sendegerät Wellenbereich: 2000–4500 kHz Reichweite: 70 km Nutzung bei: Schützen-Regimentern Regimentern Kavallerie |
| 483 24 (e)    | Fu. Ger. 483 (e) | Rg 25                                  |              | Langwellen-Empfangsgerät Wellenbereich: 13,6–1500 kHz |
| 484 24 (r)    | Fu. Ger. 484 (r) | PП 3 (RP 3)                            |              | Sende- und Empfangsgerät Tornistergerät Wellenbereich: 1875–4400 kHz Nutzung bei: Regimentern Bataillonen |
| 485 24 (e)    | Fu. Ger. 485 (e) | Rg 34                                  |              | Kurzwellen-Empfangsgerät Wellenbereich: 1500–21430 kHz |
| 487 24 (e)    | Fu. Ger. 487 (e) | RS 4                                   |              | Empfangsgerät Wellenbereich: 100–25000 kHz |
| 488 24 (e)    | Fu. Ger. 488 (e) | R 106                                  | Bilderwunsch | Empfangsgerät Wellenbereich: 150–25000 kHz |
| 490 24 (a)    | Fu. Ger. 490 (a) | Radio Receiver BC-312                  |              | Empfangsgerät Wellenbereich: 1,5–18 MHz |
| 496 24 (a)    | Fu. Ger. 496 (a) | BC-375                                 | Bilderwunsch | Sendegerät Wellenbereich: 150–12500 MHz |
| 497 24 (r)    | Fu. Ger. 497 (r) | PPC (RRS)                              |              | Sende- und Empfangsgerät Tornistergerät Wellenbereich: 32400–36800 kHz Reichweite: 500 m Sprech- und Telegrafieverkehr über kurze Entfernungen |
| 501 24 (r)    | Fu. Ger. 501 (r) | PPУ (RRU)                              |              | Sende- und Empfangsgerät Tornistergerät Wellenbereich: 3000–300000 kHz Reichweite: 1,5–5 km Nutzung bei: Bataillonen Kompanien Artillerie-Abteilungen Batterien |
| 502 24 (e)    | Fu. Ger. 502 (e) | SCR-245                                |              | Sende- und Empfangsgerät Wellenbereich: 1500–18000 kHz Reichweite: 70 km Nutzung in: Panzerkampfwagen gepanzerten Fahrzeugen |
| 504 24 (r)    | Fu. Ger. 504 (r) | PCБ (RSB)                              |              | Sende- und Empfangsgerät Wellenbereich: 2500–12000 kHz Reichweite: 75–150 km Nutzung bei: Divisionen Koprs-Stäben Bombern |
| 505 24 (r)    | Fu. Ger. 505 (r) | PCБ Ф (RSB F)                          |              | Sende- und Empfangsgerät Wellenbereich: 2500–12000 kHz Reichweite: 75–150 km entspricht Fu. Ger. 504 (r), jedoch fest verbaut in Lastkraftwagen |
| 506 24 (r)    | Fu. Ger. 506 (r) | PCИ 4 T (RSI 4 T)                      |              | Empfangsgerät Wellenbereich: 4000–5625 kHz Nutzung in: Panzerkampfwagen |
| 508 24 (e)    | Fu. Ger. 508 (e) | S 12                                   |              | Sendegerät Wellenbereich: 2500–10000 kHz |
| 508 24 (r)    | Fu. Ger. 508 (r) | PCMK (RSMK)                            |              | Sende- und Empfangsgerät Wellenbereich: 172–12000 kHz Reichweite: 40–200 km Nutzung in: Panzerkampfwagen Panzerspähwagen Lastkraftwagen |
| 509 24 (e)    | Fu. Ger. 509 (e) | S 15                                   |              | Sendegerät Wellenbereich: 2500–10000 kHz |
| 510 24 (e)    | Fu. Ger. 510 (e) | S 27                                   | Bilderwunsch | UKW-Empfangsgerät Wellenbereich: 28–140 MHz |
| 511 24 (r)    | Fu. Ger. 511 (r) | PCPM (RSRM)                            |              | Sendegerät Nutzung bei: Artillerie |
| 520 24 (a)    | Fu. Ger. 520 (a) | BC-603-A                               |              | Empfangsgerät Wellenbereich: 20–28 MHz Nutzung in: Panzerkampfwagen |
| 521 24 (a)    | Fu. Ger. 521 (a) | BC-604-A                               |              | Sendegerät Wellenbereich: 20–28 MHz Reichweite: 8–30 km Nutzung in: Panzerkampfwagen |
| 524 24 (r)    | Fu. Ger. 524 (r) | PУ 1 (RU 1)                            |              | Sende- und Empfangsgerät Wellenbereich: 3525–4630 kHz Reichweite: 7–15 km |
| 526 24 (a)    | Fu. Ger. 526 (a) | BC-611-B (A) (Handie Talkie)           |              | Sende- und Empfangsgerät Wellenbereich: 4–6 MHz Reichweite: 2–6 km Nutzung bei: Infanterie |
| 526 24 (r)    | Fu. Ger. 526 (r) | PУK (RUK)                              |              | Sende- und Empfangsgerät Funkwagengerät Wellenbereich: 3250–4750 kHz Reichweite: 15–50 km identisch mit Fu. Ger. 233 (r) |
| 537 24 (r)    | Fu. Ger. 537 (r) | Север-бис (Sewer-bis)                  |              | Sende- und Empfangsgerät Wellenbereich: 2050–10000 kHz Nutzung bei: Agenten Partisanen |
| 539 24 (a)    | Fu. Ger. 539 (a) | BC-683-A                               |              | Empfangsgerät Wellenbereich: 27–39 MHz Reichweite: 2–6 km identisch mit Fu. Ger. 520 (a) Nutzung in: Panzerkampfwagen |
| 540 24 (a)    | Fu. Ger. 540 (a) | BC-684-A                               |              | Sendegerät Wellenbereich: 27–39 MHz identisch mit Fu. Ger. 521 (a) Nutzung in: Panzerkampfwagen |
| 544 24 (e)    | Fu. Ger. 544 (e) | Transmitter Unit T 1408                | Bilderwunsch | Störsendegerät Wellenbereich: 92–116 MHz |
| 553 24 (a)    | Fu. Ger. 553 (a) | ATR-219                                |              | Sende- und Empfangsgerät Wellenbereich: 50–62 MHz |
| 564 24 (r)    | Fu. Ger. 564 (r) | УП 1 (UP 1)                            |              | Sende- und Empfangsgerät Tornistergerät Wellenbereich: 1500–5175 kHz |
| 565 24 (r)    | Fu. Ger. 565 (r) | УП 3 (UP 3)                            |              | Sende- und Empfangsgerät Tornistergerät Wellenbereich: 1500–5175 kHz |
| 571 24 (a)    | Fu. Ger. 571 (a) | in D 50/13 keine Angabe                |              | Sende- und Empfangsgerät für Geheimtelegraphie Wellenbereich: 3000–5000 kHz Reichweite: 40–320 km |
| 572 24 (r)    | Fu. Ger. 572 (r) | УC (US)                                |              | Empfangsgerät Wellenbereich: 175–2500 kHz |
| 577 24 (r)    | Fu. Ger. 577 (r) | УC-4 (US-4)                            |              | Empfangsgerät Wellenbereich: 1500–30000 kHz |
| 579 24 (r)    | Fu. Ger. 579 (r) | in D 50/13 keine Angabe                | Bilderwunsch | Sendegerät für Geheim-Funksprechen |
| 582 24 (e)    | Fu. Ger. 582 (e) | Typ 12                                 |              | Sende- und Empfangsgerät getrennt (Tornistergeräte) Wellenbereich: 375–6000 kHz Reichweite: 9–21 km |
| 583 24 (e)    | Fu. Ger. 583 (e) | Typ 14                                 |              | Sende- und Empfangsgerät Tornistergerät Wellenbereich: 375–6000 kHz Reichweite: 6,5–18 km |
| 585 24 (a)    | Fu. Ger. 585 (a) | Hammarlund, Mod. Comet „Pro“, Kristall |              | Empfangsgerät Wellenbereich: 1,2–20 MHz Nutzung bei: Festungen Hochfunkstellen |
| 585 24 (e)    | Fu. Ger. 585 (e) | Typ 35                                 |              | Sende- und Empfangsgerät Wellenbereich: 2140–3160 kHz Reichweite: 13–19 km Nutzung in: Panzerkampfwagen Panzerwagen |
| 586 24 (a)    | Fu. Ger. 586 (a) | Hammarlund „Super Pro“                 |              | Empfangsgerät Wellenbereich: 100–400 kHz 2500–20000 kHz |
| 586 24 (e)    | Fu. Ger. 586 (e) | Typ 125                                |              | Sende- und Empfangsgerät Wellenbereich: 2140–4300 kHz Reichweite: 18–40 km Nutzung in: Panzerkampfwagen gepanzerten Fahrzeugen |
| 587 24 (e)    | Fu. Ger. 587 (e) | Typ 490                                |              | Sende- und Empfangsgerät Funkwagengerät Wellenbereich: 150–1500 kHz Reichweite: 135–385 km |
| 588 24 (e)    | Fu. Ger. 588 (e) | Typ 495                                |              | Sende- und Empfangsgerät Anhängergerät Wellenbereich: 100–10000 kHz Reichweite: 135–500 km |
| 591 24 (a)    | Fu. Ger. 591 (a) | Hermes Midget Transreceiver            |              | Sende- und Empfangsgerät Tornistergerät Wellenbereich: Ultrakurzwelle Reichweite: 45 km |
| 620 24 (a)    | Fu. Ger. 620 (a) | PM-4                                   | Bilderwunsch | Sende- und Empfangsgerät Wellenbereich: 30–43 MHz Reichweite: 1,5–10 km |
| 632 24 (a)    | Fu. Ger. 632 (a) | RA-1                                   |              | Empfangsgerät Wellenbereich: 1,8–15 MHz 150–1500 kHz Reichweite: 1,5–10 km |
| 650 24 (a)    | Fu. Ger. 650 (a) | V-100                                  |              | Sende- und Empfangsgerät Wellenbereich: 3000–7000 kHz Reichweite: 35 km |
| 662 24 (a)    | Fu. Ger. 662 (a) | 1-10 Receiver                          |              | UKW-Empfangsgerät Wellenbereich: 27–290 MHz Reichweite: 35 km |
| 665 24 (a)    | Fu. Ger. 665 (a) | Lafayette Transceptor Typ 2 VBM        | Bilderwunsch | Sende- und Empfangsgerät Wellenbereich: 49,5–60,5 MHz |
| 701 24 (a)    | Fu. Ger. 701 (a) | in D 50/13 keine Angabe                |              | Brigade-Kommandowagen Wellenbereich: 600–1000 kHz und 3820–4180 kHz Nutzung bei: Kavallerie zur Verbindung mit Artillerie, Panzern und Flugzeugen |